# Sojuz TMA-19
Sojuz TMA-19 – misja Sojuza, która wyniosła na Międzynarodową Stację Kosmiczną (ISS) 24 stałą załogę stacji. Start miał miejsce 15 czerwca 2010 z kosmodromu Bajkonur. Astronauci powrócili na Ziemię 26 listopada 2010.

## Załoga
- Fiodor Jurczichin (3) - dowódca (Rosja)
- Douglas Wheelock (2) - inżynier pokładowy (USA)
- Shannon Walker (1) - inżynier pokładowy (USA)

## Przebieg lotu
- 14.06.2010 o 01:00 RN wraz ze statkiem kosmicznym została umieszczona na wyrzutni 1/PU-5 kosmodromu Bajkonur.
- 15.06.2010 o 21:35:19 nastąpił start. W T+8' 50" statek znalazł się na orbicie.
- 17.06.2010 o 22:21 statek połączył się z ISS.
- 28.06.2010 pomiędzy 19:13 a 19:38 nastąpiła relokacja statku ze Zwiezdy do modułu Rasswiet.
- 27.07.2010 o 04:11 rozpoczęła się WKD-25, w której wzięli udział kosmonauci Jurczychin i Kornijenko. Wyszli oni ze śluzy Pirs w skafandrach Orłan-MK. Celem wyjścia była wymiana zewnętrznej kamery ATV na module Zwiezda, położenie kabli transmisji danych (Rassvet Command & Data Handling/Ethernet) z modułu Rasswiet na modułach Zwiezda i Zarja, położenie kabli od systemu dokowania KURS-P na module Rasswiet (połączenie z kablami na Zarji) oraz odrzucenie starej kamery ATV Zwiezda z modułu Pirs. Wszystkie prace wykonano, WKD-25 zakończyła się o 10:53 i trwała 6 godzin i 42 minuty.
- 31.07.2010 o 23:48 załoga Międzynarodowej Stacji Kosmicznej została zbudzona licznymi alarmami. Jak się okazało, przestała funkcjonować pompa amoniaku podstawowego systemu chłodzenia stacji. W wyniku usterki, spowodowanej zwarciem w obrębie zasilacza RPC1, funkcjonować przestały liczne podsystemy ISS: dwa z czterech żyroskopów CMG systemu orientacji i stabilizacji, po jednym z dwóch systemów łączności pasma S i nawigacji GPS, kilka konwerterów prądu stałego w modułach Tranquility oraz większość sterowników wyposażenia naukowego Destiny. W tej sytuacji załoga podjęła próbę restartu pompy, która jednak zakończyła się fiaskiem. Zdecydowano wyłączyć większość urządzeń naukowych oraz przerzucić chłodzenie na najważniejsze podzespoły z obwodu B. Przez całą noc Caldwell-Dyson zajmowała się poszukiwaniem przewodu, który pozwoliłby podłączyć część zapasowego obwodu chłodzącego do modułu Zarja. Poszukiwania i podłączenie zakończone zostały sukcesem, sytuacja została opanowana, jednak w najbliższym czasie para Amerykanów zmuszona będzie dokonać dwóch wyjść w przestrzeń, aby wymienić uszkodzoną moduł pompy. Dwie zapasowe jednostki znajdują się w specjalnych zewnętrznych magazynach ESP, które zostały już wcześniej dowiezione wahadłowcami.
- 07.08.2010 o 11:19 rozpoczęła się EVA-15, w której wzięli udział astronauci Wheelock i Caldwell-Dyson. Wyszli oni ze śluzy Quest w skafandrach EMU. Celem wyjścia był demontaż uszkodzonego modułu pompy oraz zamocowanie w tym miejscu nowego. Z powodu niezamknięcia jednego z zaworów pompy nie udało się odłączyć. EVA-15 zakończyła się o 19:22 i trwała 8 godzin i 3 minuty.
- 11.08.2010 o 12:27 rozpoczęła się EVA-16, w której wzięli udział astronauci Wheelock i Caldwell-Dyson. Wyszli oni ze śluzy Quest w skafandrach EMU. Celem wyjścia była kontynuacja prac przy demontażu modułu pompy - zadanie zostało wykonane, dodatkowo zdołano także w pewnym stopniu przygotować nową pompę do demontażu z ESP-2. EVA-16 zakończyła się o 19:53 i trwała 7 godzin i 26 minut.
- 16.08.2010 o 10:20 rozpoczęła się EVA-17, w której wzięli udział astronauci Wheelock i Caldwell-Dyson. Wyszli oni ze śluzy Quest w skafandrach EMU. Celem EVA był montaż nowego modułu pompy. Zadanie wykonano w całości. EVA-17 zakończyła się o 17:40 i trwała 7 godzin i 20 minut.
- 26.11.2010 o 01:23:13 Sojuz TMA-19 odcumował od ISS.
- 26.11.2010 o 04:46 Misja zakończyła się lądowaniem w Kazachstanie, 83 km na północ od miasta Arkałyk.